# Michael Bisping
Michael Gavin Joseph Bisping (Nicósia, 28 de fevereiro de 1979) é um ex-lutador inglês de artes marciais mistas (MMA). Ele lutava no Ultimate Fighting Championship, sendo ex-campeão dos pesos-médios. Bisping é ex-campeão dos meio-pesados do Cage Rage e vencedor do The Ultimate Fighter 3. Bisping já venceu grandes nomes do MMA como os ex-campeões Anderson Silva, Dan Henderson e Luke Rockhold e está entre os dez lutadores mais vitoriosos dentro do UFC, com 20 triunfos.

## Início da vida
Bisping nasceu no Chipre numa base militar do Reino Unido em 1979, mas mudou-se para Bridlington, East Yorkshire, Inglaterra, ainda criança.
Tendo um interesse precoce nas artes marciais, Bisping começou a treinar uma forma tradicional de  jiu-jitsu conhecido como ''Yawara Ryu Ju-Jitsu", com Paul Lloyd Davies quando tinha 8 anos. Em 1994, aos 15 anos de idade, Bisping competiu como amador e ficou em primeiro lugar  de um torneio percussor do MMA moderno, chamado Knock Down Desporto Budo (KSBO ), organizado por Davies
Aos 18 anos de idade, Bisping decidiu abandonar seu treinamento em artes marciais a fim de "perseguir a vida real". Mas menos de um ano depois começou a sua formação em kickboxing e caratê sob o conselho de Alan Clarking, proprietário do Black Knights ginásio, que viu potencial no jovem lutador. Bisping teve uma curta carreira, mas ganhou título kickboxing, conquistando o título do Norte Zona Oeste e mais tarde ganhou o título do Pro British meio-pesado de kickboxing. Após brevemente abandonar competição em 1998, Bisping voltou ao kickboxing para ganhar o título do Pro título meio-pesados pela segunda vez.
Logo depois de ganhar seu segundo título kickboxing, Bisping foi forçado a abandonar seu treino integral por um "trabalho real".
Bisping trabalhou em fábricas e matadouros como colocador de tapetes e ladrilhos, carteiro, vendedor de porta vidros, "churrasqueiro", e também foi um DJ relativamente bem sucedido do clube North West.

## Carreira nas artes marciais mistas

### Início de carreira
Bisping fez sua estreia profissional nas artes marciais mistas em Pride & Glory 2: Battle of the Ages em 4 de abril de 2004, tendo uma vitória por submissão 00:38 sobre Steve Mathews. Apenas um mês depois, Bisping marcou seu primeiro nocaute contra John Weir no Reino Unido UK MMA Challenge 7: Rage & Fury. Em sua terceira luta no MMA, Bisping tornou-se o campeão dos meio-pesados no Cage Rage 7, derrotando Mark Epstein por nocaute técnico. Bisping passou a defender o seu título de campeão em uma revanche contra Epstein em Cage Rage 9 em uma vitória por nocaute que solidificou Bisping como um dos melhores lutadores meio-pesado da Inglaterra. Ele também lhe rendeu o apelido de "A Grande Esperança britânica", por UFC.com
Em The Ultimate Fight Club UK: Natural Instinct em 29 de janeiro de 2005, Bisping fez sua estréia no kickboxing contra David Brown em um concurso de meio-pesados. Bisping ganhou por interrupção médica no round 2. Bisping, que treinava na Wolfslair MMA Academy, a equipe luta profissional de Cage Warriors, fez sua estréia para a promoção de Ultimate Force em 30 de abril de 2005, derrotando Dave Radford ganhando a vaga para o título do Cage Warriors dos meio-pesados. Em seguida, competiu em outro evento dos meio-pesados kickboxing, contra Cyrille Diabate em CWFC: Strike Force 1 em 21 de maio de 2005, perdendo para Diabaté por decisão após o fim do primeiro round extra. Ele ganhou o título FX3 meio-pesado em 18 de junho de 2005 e estava reinando em grandes federações britânicas.
Em sua primeira defesa do título Cage Warriors, Bisping derrotou Miika Mehmet em CWFC: Strike Force 2, em 16 de julho de 2005. Em setembro de 2005, Cage Rage tirou o título dos meio-pesados de Bisping devido a "questões de gestão que Michael tem atualmente", embora Cage Warriors afirmou que "Bisping estava disposto a defender seu título, mas está sendo punido pelo Cage Rage, devido à sua Wolfslair e links de Cage Warriors". No final de 2005, Bisping continuou a defender com sucesso o título Cage Warriors contra Jakob Lovstad e Ross Pointon no CWFC: Strike Force séries de eventos, levando a um recorde de 10 vitórias e nenhuma derrota.

### Ultimate Fighting Championship
No início de 2006 Bisping foi destaque no The Ultimate Fighter reality show treinado por Tito Ortiz. Ele ganhou uma luta preliminar contra Kristian Rothaermel por nocaute técnico, seguido de uma vitória na semi-final contra o Ross Pointon por submissão após uma joelhada voadora e uma série de socos. Nas finais, Bisping derrotou Josh Haynes por nocaute técnico aos 4:14 do segundo round, fazendo Bisping o vencedor meio-pesado do The Ultimate Fighter. Cinco meses após sua vitória no TUF 3,
Bisping foi escalado para lutar contra Eric Schafer em  The Ultimate Fighter 4 Finale, mas desistiu por causa de problemas ao tentar adquirir seu visto. A luta foi reagendada e realizada em 30 de Dezembro, UFC 66.  Bisping o derrotou por nocaute técnico a 4:24 do primeiro round. Em 21 de abril de 2007, Bisping conseguiu uma vitória por TKO no segundo round sobre Elvis Sinosic em UFC 70 em Manchester.
Bisping foi árbitro convidado em  Cage Warriors eventos Enter The Wolfslair em 5 de março de 2005 e  CWFC:. Strike Force 6 em 27 de maio de 2006
Em 8 de setembro de 2007, Bisping enfrentou o ex-Ultimate Fighter 3 rival Matt Hamill em Londres, Inglaterra e venceu por decisão dividida controversa depois de 3 rounds. Hamill apertou o ritmo e levou Bisping para baixo várias vezes nos dois primeiros rounds. Os juízes americanos marcaram a luta 29-28 para Bisping, o único juiz britânico votou 30-27 para Hamill Bisping na próxima luta em UFC 78 contra Rashad Evans resultou em sua primeira derrota, por decisão dividida com as pontuações sendo 29-28 para Bisping, e 29-28 (duas vezes) para Evans.

#### Mudança para os médios
Desde o início de sua carreira no MMA, as pessoas advertiam Bisping que ele era um pouco pequeno para a categoria dos meio pesados e se sairia melhor como peso médio. Depois de sua derrota para Rashad Evans, Bisping decidiu descer uma divisão de peso, com o apoio de Dana White. Em 19 de Abril de 2008 no UFC 83, Bisping fez sua estréia como Peso Médio contra Charles McCarthy. Bisping venceu por nocaute técnico, já que McCarthy foi incapaz de continuar após o primeiro round devido a uma lesão no antebraço que sofreu depois de receber uma série de joelhadas sem resposta e uppercuts.
A luta seguinte nos médios foi em 7 de Junho de 2008 no UFC 85, em Londres, contra a Jason Day. Bisping era esperado para enfrentar Chris Leben, mas Jason Day entrou em cena já que Leben estava na prisão por 35 dias e foi incapaz de competir. Bisping venceu a luta de forma dominante no primeiro round, garantindo duas quedas e impondo pressão, vencendo por nocaute técnico. Bisping encarou Chris Leben no UFC 89 em 18 de outubro de 2008. Bisping venceu por decisão unânime. Os juízes marcaram a luta 30-27 (duas vezes), e 29-28 para Bisping. Bisping usou contragolpes efetivos na luta para manter o agressivo Leben na distância. Após a luta, Leben testou positivo para Estanozolol e foi suspenso por nove meses.
Após a luta com Leben, Bisping foi confirmado como um dos treinadores do The Ultimate Fighter: United States vs. United Kingdom . O outro treinador era o americano Dan Henderson. Bisping lutou contra Henderson após a conclusão do programa, no UFC 100 em 11 de Julho de 2009, Mandalay Bay. A luta era esperada para ser uma eliminatória para a disputa do Cinturão Peso Médio do UFC. Bisping foi nocauteado (pela primeira vez na carreira) por Henderson.
Bisping encarou o veterano do Spirit MC e Pride Denis Kang em 14 de Novembro de 2009 no UFC 105 Bisping ganhou por nocaute técnico no segundo round. A luta foi premiada como Luta da Noite, dando para Bisping um bônus de 40.000 dólares.
Bisping enfrentou o ex-Campeão Peso-Médio do Pride Wanderlei Silva em 21 de Fevereiro de 2010 no UFC 110. A reação de Wanderlei nos segundos finais dos segundo e terceiro round, dois knockdowns e uma guilhotina contribuíram para sua vitória por uma decisão clara unânime (29-28, 29-28, 29-28).
Bisping derrotou Dan Miller por decisão unânime em 29 de Maio de 2010 no UFC 114. Bisping enfrentou e venceu o Yoshihiro Akiyama em 16 Outubro de 2010 no UFC 120, ganhando 30-27 em todos os três juízes. A luta foi premiada Luta da Noite. Embora Bisping tenha sido atordoado no início da luta por Akiyama, ele se recuperou e acertou diversas combinações.
Bisping enfrentou em uma luta com forte carga emocional o lutador Jorge Rivera em 26 de Fevereiro de 2011 no UFC 127. Ambos os lutadores tinham se estranhado antes da luta, e precisaram ser contidos na pesagem. Bisping dominou o primeiro round com direito a uma queda, mas desferiu uma joelhada ilegal no adversário. Um ponto foi tirado Bisping e, depois de uma parada longa na ação, a luta continuou. A luta terminou com um nocaute técnico a favor de Bisping no segundo round. Após a luta Bisping cuspiu em Rivera, devolvendo os comentários negativos de Rivera antes da luta. Rivera negou os comentários e tentou consertar as coisas, mas Bisping disse a ele para "Vá para casa" e o chamou de "perdedor". Bisping enfrentou "ações disciplinares" e foi retirado em 27 de abril de 2011.
Em 27 de Maio de 2011, foi revelado que Bisping seria um dos treinadores do The Ultimate Fighter: Team Bisping vs. Team Miller, em frente a Jason Miller. Houve especulações de que Miller tinha espiões em campo de treinamento de Bisping, mas Bisping estava confiante de que não era verdade. Bisping derrotou Miller por nocaute técnico no terceiro round em 3 de Dezembro de 2011 no The Ultimate Fighter: Team Bisping vs. Team Miller Finale.
Bisping era esperado para enfrentar Demian Maia, em 28 de janeiro de 2012 no UFC em Fox: Evans vs. Davis. No entanto, uma lesão obrigou Mark Muñoz a sair de sua contra Chael Sonnen e Bisping enfrentou Sonnen no evento. Dana White, declarou em uma entrevista que se Bisping batesse Sonnen ele iria enfrentar Anderson Silva pelo Cinturão Peso Médio do UFC. Bisping perdeu a luta através de uma controversa decisão unânime com a pontuação de 30-27, 29-28 e 29-28 para Sonnen. Muitos acharam que Bisping venceu a luta, incluindo o presidente do UFC, Dana White.
Em 23 de Setembro de 2012, Bisping derrotou Brian Stann por decisão unânime no card principal do UFC 152. Com mais iniciativa de luta, Bisping ia pontuando, evitando os ataques de Stann e minando a resistência do americano, que buscava golpes fortes para finalizar a luta.
Em 19 de Janeiro de 2013, Vitor Belfort aos 1m27s do segundo round derrotou Bisping com um poderoso chute na cabeça no UFC on FX: Belfort vs. Bisping. Mais uma vez o inglês perdeu a chance de disputar o cinturão, já que Dana White havia prometido o title shot em caso de vitória.
No UFC 159 Bisping venceu Alan Belcher numa luta morna, de poucas emoções. Bisping pontuou com seus jabs, e acabou levando por decisão unânime.
O próximo adversário de Bisping seria o filipino Mark Muñoz. Mas Bisping foi retirado devido a uma lesão no olho e foi substituído por Lyoto Machida.
Bisping enfrentou Tim Kennedy em 16 de Abril de 2014 no UFC Fight Night: Bisping vs. Kennedy. Bisping perdeu por decisão unânime em uma luta morna e muito vaiada pelo público presente na arena.
A luta seguinte de Bisping foi contra o veterano do Strikeforce, o vietnamita Cung Le em 23 de Agosto de 2014 no UFC Fight Night: Bisping vs. Le, em Macau. Bisping venceu por nocaute técnico no quarto round.
Depois de muito tempo trocando farpas por twitter, Bisping e Luke Rockhold ficam mais perto de se enfrentar, depois do inglês aceitar o desafio do americano.
| “ | “Existe um idiota chamado Luke Rockhold que não para de falar sobre mim. Eu penso que ele se sente atraído por mim, pra ser honesto. Eu irei surrá-lo e depois disputar o titulo”! - | ” |

Seu pedido foi aceito, e o UFC marcou Bisping para enfrentar Luke Rockhold em 7 de Novembro de 2014 no UFC Fight Night: Rockhold vs. Bisping. Ele foi derrotado por finalização com uma guilhotina em menos de um minuto do segundo round.
Bisping enfrentou CB Dollaway em 25 de Agosto de 2015 no UFC 186, e o venceu por decisão unânime.
Bisping enfrentou o brasileiro ex-desafiante e décimo do ranking dos pesos médios Thales Leites em 18 de Julho de 2015 no UFC Fight Night: Bisping vs. Leites, na estréia do UFC na Escócia. Bisping lacerou o dedão no pé logo no inicio da luta, mas mesmo assim conseguiu dominar o combate e impor seu ritmo. Inesperadamente, um juiz deu uma vitória para Leites, mas Mike acabou levando por decisão dividida (47-48, 49-46 e 48-47).
Bisping enfrentaria Robert Whittaker, mas sofreu uma lesão no cotovelo e, como precisou passar por uma pequena cirurgia na região, cancelando o combate.
Bisping enfrentaria Gegard Mousasi no UFC Fight Night: Silva vs. Bisping no dia 27 de fevereiro, em Londres, mas a luta foi mudada e o adversário foi Anderson Silva no seu retorno ao UFC após a suspensão por doping. Durante o terceiro round, Michael Bisping reclamou que seu protetor bucal teria saído durante a luta. O árbitro Herb Dean demorou para tomar uma atitude e pegou o protetor bucal do chão. Durante a reclamação de Bisping, Anderson uma joelhada no inglês no mesmo momento do gongo. Anderson se queixou muito, e após sair derrotado disse que haviam tirado sua vitória. No entanto, a grande maioria da mídia especializada viu vitória do inglês.

#### Campeão do peso-médio
Luke Rockhold era esperado para enfrentar Chris Weidman numa revanche imediata no UFC 199. No entanto Weidman se lesionou e Michael Bisping assumiu seu lugar, faltando apenas 17 dias para a luta. Após 10 anos no UFC, Michael Bisping realizou seu sonho e nocauteou Luke Rockhold no 1º round  no dia 4 de junho, na California, conquistando enfim o Cinturão Peso Médio do UFC. Bisping foi o quinto europeu a ser campeão do UFC depois de Bas Rutten, Andrei Arlovski, Joanna Jędrzejczyk e Conor McGregor.
Bisping fez sua primeira defesa contra o veterano Dan Henderson, em Manchester, Inglaterra no UFC 204 e conseguiu vencer Dan Henderson por decisão unânime (49-46, 48-47x2) em uma revanche histórica do UFC 100.
No dia 4 de novembro de 2017, enfrentou Georges St. Pierre, que retornava de aposentadoria após 4 anos.
A luta, válida pelo cinturão dos médios, acabou com uma vitória do canadense por finalização técnica (mata-leão), após apagar o inglês.

### Após a perda do cinturão
21 dias após sua derrota para GSP, Bisping lutou no UFC Xangai contra Kelvin Gastelum, substituindo Anderson Silva, flagrado no antidoping. Gastelum venceu a luta por nocaute no primeiro round.

## Vida pessoal
O avô de Bisping, Andrew ( Andrzej) foi um polonês nobre, um líder militar do "Bispo do Pings" (daí "Bisping" e seu apelido "O Conde"). Após a Segunda Guerra Mundial, os avós do Bisping se mudaram para a Inglaterra. Seu pai,Jan,era do exército britânico.
Bisping tem três filhos com sua esposa, o terceiro filho nasceu pouco antes dele partir para os EUA para a preparação final para sua luta contra Dan Miller.
Bisping tem familiares ao redor do globo, incluindo na Alemanha, Inglaterra, Irlanda e Estados Unidos.

## Campeonatos e realizações

### Artes Marciais Mistas
- Cage Rage
  - Campeão Meio-pesado do Cage Rage (Uma vez)
  - Uma defesa de título bem sucedida

- Cage Warriors
  - Campeão Meio-pesado do Cage Warriors (Uma vez)
  - Três defesas de título bem sucedida

- Ultimate Fighting Championship
  - Campeão peso-médio do UFC (Uma vez)
  - The Ultimate Fighter 3 Vencedor do peso meio-pesado
  - Primeiro não-americano a vencer o The Ultimate Fighter
  - Prêmio de Luta da Noite (cinco vezes) vs. Elvis Sinosic, Denis Kang, Yoshihiro Akiyama, Anderson Silva e Dan Henderson
  - Prêmio de Performance da Noite (duas vezes) vs. Cung Le, Luke Rockhold
  - Maior número de vitórias do peso médio do UFC (19)[29]
  - Maior número de vitórias no UFC (20)

## Cartel no MMA
| Cartel no MMA   |             |            |
| 39 lutas        | 30 vitórias | 9 derrotas |
| Por nocaute     | 16          | 3          |
| Por finalização | 4           | 2          |
| Por decisão     | 10          | 4          |

| Res.    | Cartel | Oponente          | Método                                  | Evento                                | Data        | Round | Tempo | Local                 | Notas |
| ------- | ------ | ----------------- | --------------------------------------- | ------------------------------------- | ----------- | ----- | ----- | --------------------- | --- |
| Derrota | 30-9   | Kelvin Gastelum   | Nocaute (soco)                          | UFC Fight Night: Bisping vs. Gastelum | 25/11/2017  | 1     | 2:30  | Xangai                | Anunciou sua aposentadoria em maio de 2018.                                                                           |
| Derrota | 30-8   | Georges St.Pierre | Finalização Técnica (mata leão)         | UFC 217: Bisping vs. St. Pierre       | 04/11/2017  | 3     | 4:20  | Nova Iorque           | Perdeu o Cinturão Peso Médio do UFC.                                                                                  |
| Vitória | 30-7   | Dan Henderson     | Decisão (unânime)                       | UFC 204: Bisping vs. Henderson II     | 08/10/2016  | 5     | 5:00  | Manchester            | Defendeu o Cinturão Peso Médio do UFC; Bateu o recorde de maior número de vitórias no UFC (20); Luta da Noite.        |
| Vitória | 29-7   | Luke Rockhold     | Nocaute (socos)                         | UFC 199: Rockhold vs. Bisping II      | 04/06/2016  | 1     | 3:36  | Inglewood, California | Ganhou o Cinturão Peso Médio do UFC. Igualou o recorde de maior número de vitórias no UFC (19). Performance da Noite. |
| Vitória | 28-7   | Anderson Silva    | Decisão (unânime)                       | UFC Fight Night: Silva vs. Bisping    | 27/02/2016  | 5     | 5:00  | Londres               | Luta da Noite. |
| Vitória | 27-7   | Thales Leites     | Decisão (dividida)                      | UFC Fight Night: Bisping vs. Leites   | 18/07/2015  | 5     | 5:00  | Glasgow               | |
| Vitória | 26-7   | CB Dollaway       | Decisão (unânime)                       | UFC 186: Johnson vs. Horiguchi        | 25/04/2015  | 3     | 5:00  | Montreal, Quebec      | |
| Derrota | 25-7   | Luke Rockhold     | Finalização (guilhotina)                | UFC Fight Night: Rockhold vs. Bisping | 07/11/2014  | 2     | 0:57  | Sydney                | |
| Vitória | 25-6   | Cung Le           | Nocaute Técnico (joelhadas e socos)     | UFC Fight Night: Bisping vs. Le       | 23/08/2014  | 4     | 0:57  | Cotai                 | Performance da Noite.                                                                                                 |
| Derrota | 24-6   | Tim Kennedy       | Decisão (unânime)                       | UFC Fight Night: Bisping vs. Kennedy  | 16/04/2014  | 5     | 5:00  | Quebec City, Quebec   | |
| Vitória | 24-5   | Alan Belcher      | Decisão Técnica (unânime)               | UFC 159: Jones vs. Sonnen             | 27/04/2013  | 3     | 4:29  | Newark, New Jersey    | Bisping golpeou o olho de Belcher.                                                                                    |
| Derrota | 23–5   | Vitor Belfort     | Nocaute (chute na cabeça e socos)       | UFC on FX: Belfort vs. Bisping        | 19/01/2013  | 2     | 1:27  | São Paulo             | |
| Vitória | 23-4   | Brian Stann       | Decisão (unânime)                       | UFC 152: Jones vs. Belfort            | 22/09/2012  | 3     | 5:00  | Toronto, Ontario      | |
| Derrota | 22-4   | Chael Sonnen      | Decisão (unânime)                       | UFC on Fox: Evans vs. Davis           | 28/01/2012  | 3     | 5:00  | Chicago, Illinois     | Luta eliminatória para a disputa do Título Peso Médio.                                                                |
| Vitória | 22-3   | Jason Miller      | Nocaute Técnico (socos e joelhadas)     | The Ultimate Fighter 14 Finale        | 03/12/2011  | 3     | 3:34  | Las Vegas, Nevada     | |
| Vitória | 21-3   | Jorge Rivera      | Nocaute Técnico (socos)                 | UFC 127: Penn vs. Fitch               | 27/02/2011  | 2     | 1:54  | Sydney                | |
| Vitória | 20-3   | Yoshihiro Akiyama | Decisão (unânime)                       | UFC 120: Bisping vs. Akiyama          | 16/11/2010  | 3     | 5:00  | Londres               | Luta da Noite. |
| Vitória | 19-3   | Dan Miller        | Decisão (unânime)                       | UFC 114: Rampage vs. Evans            | 29/05/2010  | 3     | 5:00  | Las Vegas, Nevada     | |
| Derrota | 18-3   | Wanderlei Silva   | Decisão (unânime)                       | UFC 110: Nogueira vs. Velasquez       | 20/02/2010  | 3     | 5:00  | Sydney                | |
| Vitória | 18-2   | Denis Kang        | Nocaute Técnico (socos e joelhadas)     | UFC 105: Couture vs. Vera             | 14/11/2009  | 2     | 4:24  | Manchester            | Luta da Noite. |
| Derrota | 17-2   | Dan Henderson     | Nocaute (soco)                          | UFC 100: Making History               | 11/07/2009  | 2     | 3:20  | Las Vegas, Nevada     | |
| Vitória | 17-1   | Chris Leben       | Decisão (unânime)                       | UFC 89: Bisping vs. Leben             | 18/10/2008  | 3     | 5:00  | Birmingham            | Leben testou positivo para esteroides.                                                                                |
| Vitória | 16-1   | Jason Day         | Nocaute Técnico (socos)                 | UFC 85: Bedlam                        | 07/06/2008  | 1     | 3:42  | Londres               | |
| Vitória | 15-1   | Charles McCarthy  | Nocaute Técnico (lesão no braço)        | UFC 83: Serra vs. St. Pierre II       | 19/04/2008  | 1     | 5:00  | Montreal, Quebec      | Estreia na categoria dos Médios.                                                                                      |
| Derrota | 14-1   | Rashad Evans      | Decisão (dividida)                      | UFC 78: Validation                    | 17/11/2007  | 3     | 5:00  | Newark, New Jersey    | |
| Vitória | 14-0   | Matt Hamill       | Decisão (dividida)                      | UFC 75: Champion vs. Champion         | 08/09/2007  | 3     | 5:00  | Londres               | |
| Vitória | 13-0   | Elvis Sinosic     | Nocaute Técnico (socos)                 | UFC 70: Nations Collide               | 21/04/2007  | 2     | 1:40  | Manchester            | Luta da Noite. |
| Vitória | 12-0   | Eric Schafer      | Nocaute Técnico (socos)                 | UFC 66: Lidell vs. Ortiz II           | 30/12/2006  | 1     | 4:24  | Las Vegas, Nevada     | |
| Vitória | 11-0   | Josh Haynes       | Nocaute Técnico (socos)                 | The Ultimate Fighter 3 Finale         | 24/06/2006  | 2     | 4:14  | Las Vegas, Nevada     | Venceu o TUF 3 no Peso Meio-Pesado.                                                                                   |
| Vitória | 10-0   | Ross Pointon      | Finalização (chave de braço)            | CWFC: Strike Force 4                  | 26/11/2005  | 1     | 2:00  | Coventry              | Defendeu o Título Meio-Pesado do Cage Warriors.                                                                       |
| Vitória | 9-0    | Jakob Lovstad     | Submissão (socos)                       | CWFC: Strike Force 3                  | 01/10/2005  | 1     | 1:10  | Coventry              | Defendeu o Título Meio-Pesado do Cage Warriors.                                                                       |
| Vitória | 8-0    | Miika Mehmet      | Nocaute Técnico (interrupção do córner) | CWFC: Strike Force 2                  | 16/07/2005  | 1     | 3:01  | Coventry              | Defendeu o Título Meio-Pesado do Cage Warriors.                                                                       |
| Vitória | 7-0    | Alex Cook         | Finalização (guilhotina)                | FX3: Xplosion                         | 18/06/2005  | 1     | 3:21  | Reading               | |
| Vitória | 6-0    | Dave Radford      | Nocaute Técnico (socos)                 | CWFC: Ultimate Force                  | 30/04/2005  | 1     | 2:46  | Sheffield             | Ganhou o Título Meio-Pesado do Cage Warriors.                                                                         |
| Vitória | 5-0    | Mark Epstein      | Nocaute (socos)                         | Cage Rage 9                           | 27/11/2004  | 3     | 4:43  | Londres               | Defendeu o Título Meio-Pesado do Cage Rage; Depois vagou.                                                             |
| Vitória | 4-0    | Andy Bridges      | Nocaute (soco)                          | P & G 3: Glory Days                   | 07/08/2004  | 1     | 0:45  | Newcastle             | |
| Vitória | 3-0    | Mark Epstein      | Nocaute Técnico (socos e joelhadas)     | Cage Rage 7                           | 10/07/2004  | 2     | 1:27  | Londres               | Ganhou o cinturão Meio-Pesado do Cage Rage.                                                                           |
| Vitória | 2-0    | John Weir         | Nocaute Técnico (socos)                 | UKMMAC 7: Rage & Fury                 | 30/05/2004] | 1     | 0:50  | Essex                 | |
| Vitória | 1-0    | Steve Mathews     | Finalização (chave de braço)            | P & G 2: Battle of the Ages           | 10/04/2004  | 1     | 0:38  | Newcastle             | |